# Міттенвальде (Уккермарк)

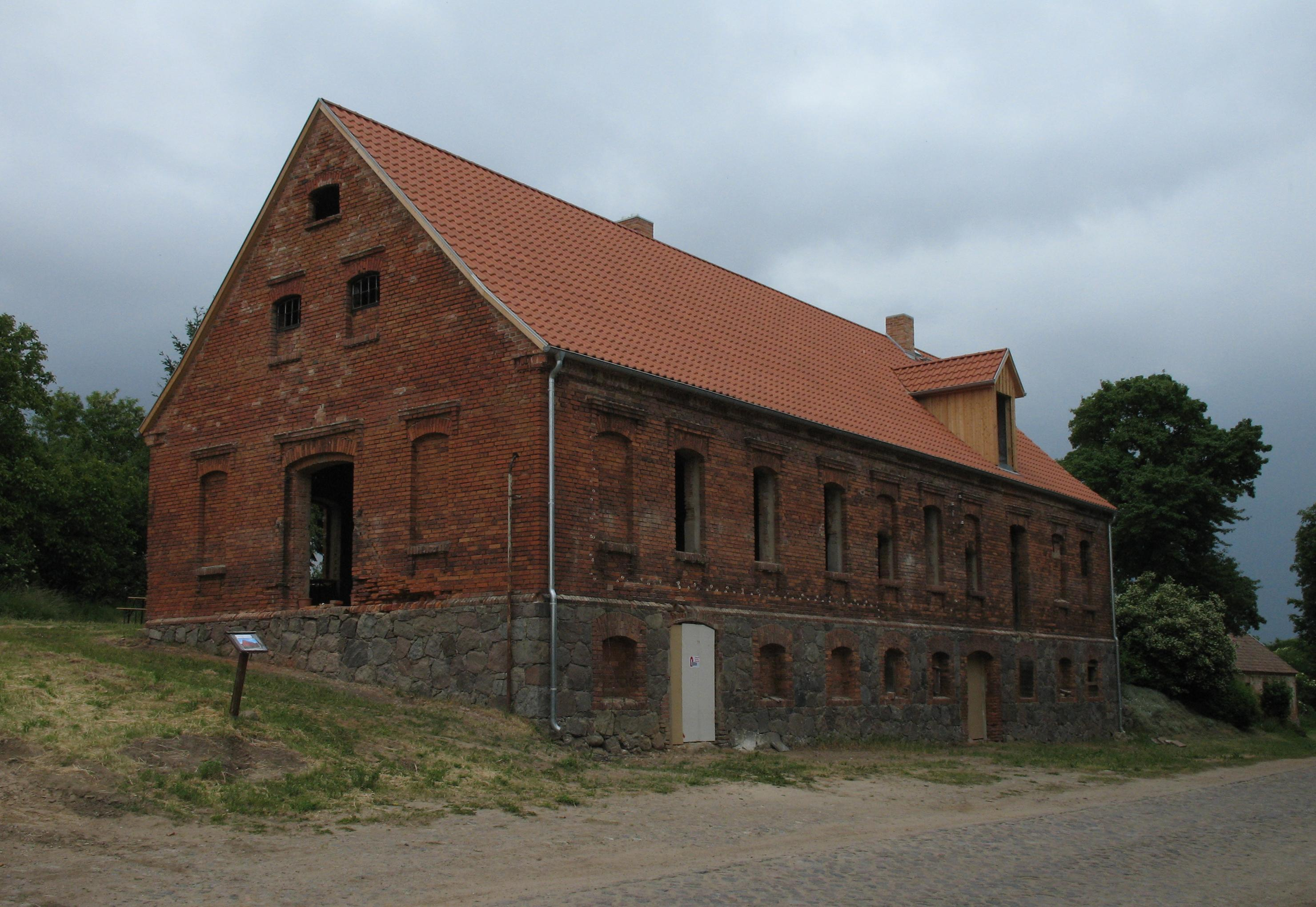
Колишній нафтовий млин у Блакензеє

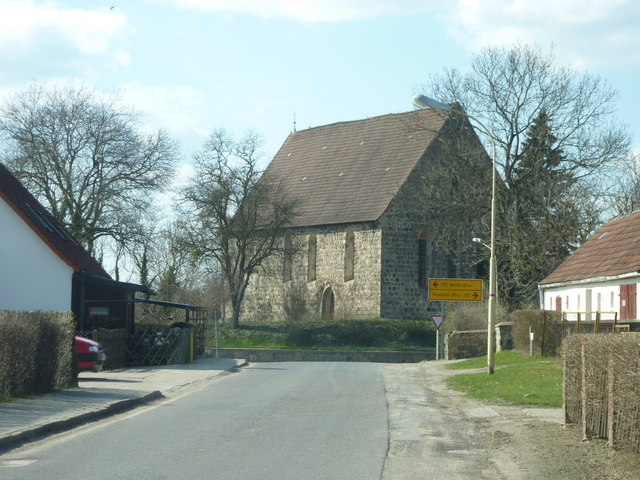
Церква

Міттенвальде (Уккермарк)  (нім. Mittenwalde (Uckermark)) — громада у Німеччині, у землі Бранденбург. 
Входить до складу району Уккермарк. Підпорядковується управлінню Герсвальде. Населення - 391 мешканець (на 31 грудня 2010). Площа - 22,87 км². Офіційний код  — 12 0 73 404. 

## Населення
| Рік  | Населення |
| ---- | --------- |
| 2005 | 494       |
| 2010 | 399       |